# 2022年冬季奥林匹克运动会奖牌得主
2022年冬季奧林匹克運動會於2022年2月4日至20日在中國北京和張家口舉辦。此次比賽共設立15個大項，109個小項。下表列出該屆比賽的所有獎牌得主名單。

## 高山滑雪

### 男子
| 項目              | 金牌                                | 金牌    | 银牌                                 | 银牌    | 铜牌                                   | 铜牌    |
| 滑降 （詳細）     | 贝亚特·福伊茨 · 瑞士（SUI）         | 1:42.69 | 若昂·克拉雷 · 法国（FRA）            | 1:42:79 | 馬蒂亞斯·梅爾 · 奥地利（AUT）          | 1:42.85 |
| 超大曲道 （詳細） | 馬蒂亞斯·梅爾 · 奥地利（AUT）       | 1:19.94 | 瑞安·科克伦-西格尔 · 美国（USA）     | 1:19.98 | 亞歷山大·奧莫特·基爾德 · 挪威（NOR）   | 1:20.36 |
| 大曲道 （詳細）   | 马尔科·奥德马特 · 瑞士（SUI）       | 2:09.35 | 让·克拉涅茨 · 斯洛文尼亚（SLO）      | 2:09.54 | 马蒂厄·费弗尔 · 法国（FRA）            | 2:10.69 |
| 曲道 （詳細）     | 克莱芒·诺埃尔 · 法国（FRA）         | 1:44.09 | 约翰内斯·施特罗尔茨 · 奥地利（AUT）  | 1:44.70 | 塞巴斯蒂安·福斯-索勒沃格 · 挪威（NOR） | 1:44.79 |
| 全能 （詳細）     | 约翰内斯·施特罗尔茨 · 奥地利（AUT） | 2:31.43 | 亞歷山大·奧莫特·基爾德 · 挪威（NOR） | 2:32.02 | 詹姆斯·克劳福德 · 加拿大（CAN）        | 2:32.11 |

### 女子
| 項目              | 金牌                              | 金牌    | 银牌                                | 银牌    | 铜牌                                | 铜牌    |
| 滑降 （詳細）     | 科琳娜·祖特尔 · 瑞士（SUI）       | 1:31.87 | 索菲娅·戈贾 · 意大利（ITA）         | 1:32.03 | 娜迪婭·德拉戈 · 意大利（ITA）       | 1:32.44 |
| 超大曲道 （詳細） | 拉拉·古特-贝赫拉米 · 瑞士（SUI）  | 1:13.51 | 米麗婭姆·普赫納 · 奥地利（AUT）     | 1:13.73 | 米歇尔·吉辛 · 瑞士（SUI）           | 1:13.81 |
| 大曲道 （詳細）   | 莎拉·赫克托 · 瑞典（SWE）         | 1:55.69 | 费代丽卡·布里尼奥内 · 意大利（ITA） | 1:55.97 | 拉拉·古特-贝赫拉米 · 瑞士（SUI）    | 1:56.41 |
| 曲道 （詳細）     | 彼得拉·弗尔霍娃 · 斯洛伐克（SVK） | 1:44.98 | 卡塔琳娜·林斯贝格尔 · 奥地利（AUT） | 1:45.06 | 温迪·霍尔德纳 · 瑞士（SUI）         | 1:45.10 |
| 全能 （詳細）     | 米歇尔·吉辛 · 瑞士（SUI）         | 2:25.67 | 温迪·霍尔德纳 · 瑞士（SUI）         | 2:26.72 | 费代丽卡·布里尼奥内 · 意大利（ITA） | 2:27.52 |

### 團體
| 項目              | 金牌 | 银牌                                                                                          | 铜牌 |
| 混合團體 （詳細） | 奥地利（AUT） · 卡塔琳娜·特鲁佩 · 斯特凡·布伦施泰纳 · 卡塔琳娜·林斯贝格尔 · 约翰内斯·施特罗尔茨 · 卡塔琳娜·胡贝尔 · 米夏埃尔·马特 | 德国（GER） · 莱娜·迪尔 · 尤利安·劳赫富斯 · 埃玛·艾歇尔 · 亚历山大·施密德 · 利努斯·施特拉塞尔 | 挪威（NOR） · 玛丽亚·特蕾丝·特维贝格 · 法比安·维尔肯斯·索尔海姆 · 泰娅·路易丝·斯特耶内松 · 蒂蒙·海于甘 · 米娜·菲尔斯特·霍尔特曼 · 拉斯穆斯·温丁斯塔 |

## 冬季两项

### 男子
| 項目                | 金牌                                                                                                 | 金牌      | 银牌                                                                         | 银牌      | 铜牌 | 铜牌      |
| 個人賽 （詳細）     | 康坦·菲永·马耶 · 法国（FRA）                                                                         | 48:47.4   | 安东·斯莫利斯基 · 白俄罗斯（BLR）                                            | 49:02.2   | 约翰内斯·廷内斯·伯 · 挪威（NOR）                                                                                 | 49:18.5   |
| 競速賽 （詳細）     | 约翰内斯·廷内斯·伯 · 挪威（NOR）                                                                     | 24:00.4   | 康坦·菲永·马耶 · 法国（FRA）                                                 | 24:25.9   | 塔里耶伊·伯 · 挪威（NOR）                                                                                        | 24:39.3   |
| 追逐賽 （詳細）     | 康坦·菲永·马耶 · 法国（FRA）                                                                         | 39:07.5   | 塔里耶伊·伯 · 挪威（NOR）                                                    | 39:36.1   | 爱德华·拉特波夫 · 俄罗斯奥林匹克委员会（ROC）                                                                    | 39:42.8   |
| 集體出發賽 （詳細） | 约翰内斯·廷内斯·伯 · 挪威（NOR）                                                                     | 38:14.4   | 馬丁·蓬西盧奧馬 · 瑞典（SWE）                                                | 38:54.7   | 韦特勒·肖斯塔·克里斯蒂安森 · 挪威（NOR）                                                                         | 39:26.9   |
| 接力賽 （詳細）     | 挪威（NOR） · 斯圖拉·霍爾姆·萊格雷德 · 塔里耶伊·伯 · 约翰内斯·廷内斯·伯 · 韋特勒·肖斯塔·克里斯蒂安森 | 1:19:50.2 | 法国（FRA） · 法比安·克洛德 · 埃米利安·雅克兰 · 西蒙·德蒂厄 · 康坦·菲永·马耶 | 1:20:17.6 | 俄罗斯奥林匹克委员会（ROC） · 賽義德·卡里穆拉·哈利利 · 亞歷山大·洛吉諾夫 · 馬克西姆·茨韋特科夫 · 愛德華·拉特波夫 | 1:20:35.5 |

### 女子
| 項目                | 金牌                                                                    | 金牌      | 银牌 | 银牌      | 铜牌                                                                            | 铜牌      |
| 個人賽 （詳細）     | 丹尼絲·赫爾曼 · 德国（GER）                                             | 44:12.7   | 阿奈·舍瓦利耶-布歇 · 法国（FRA）                                                                                    | 44:22.1   | 瑪爾特·奧爾斯布·勒伊瑟蘭 · 挪威（NOR）                                          | 44:28.0   |
| 競速賽 （詳細）     | 瑪爾特·奧爾斯布·勒伊瑟蘭 · 挪威（NOR）                                  | 20:44.3   | 埃爾薇拉·厄貝里 · 瑞典（SWE）                                                                                       | 21:15.2   | 多罗特娅·维雷尔 · 意大利（ITA）                                                 | 21:21.5   |
| 追逐賽 （詳細）     | 玛尔特·奥尔斯布·勒伊瑟兰 · 挪威（NOR）                                  | 34:46.9   | 埃尔薇拉·厄贝里 · 瑞典（SWE）                                                                                       | 36:23.4   | 特丽尔·埃克霍夫 · 挪威（NOR）                                                   | 36:35.6   |
| 集體出發賽 （詳細） | 朱斯蒂娜·布雷萨-布歇 · 法国（FRA）                                      | 40:18.0   | 特丽尔·埃克霍夫 · 挪威（NOR）                                                                                       | 40:33.3   | 玛尔特·奥尔斯布·勒伊瑟兰 · 挪威（NOR）                                          | 40:52.9   |
| 接力賽 （詳細）     | 瑞典（SWE） · 琳·佩尔松 · 莫娜·布罗尔松 · 汉娜·厄贝里 · 埃尔薇拉·厄贝里 | 1:11:03.9 | 俄罗斯奥林匹克委员会（ROC） · 伊琳娜·卡扎克維奇 · 克里斯季娜·雷兹佐娃 · 斯韋特蘭娜·米羅諾娃 · 乌利亚娜·尼格马图林娜 | 1:11:15.9 | 德国（GER） · 瓦妮萨·福格特 · 瓦妮萨·欣茨 · 弗兰齐斯卡·普罗伊斯 · 丹尼丝·赫尔曼 | 1:11:41.3 |

### 混合
| 項目            | 金牌                                                                                        | 金牌      | 银牌                                                                              | 银牌      | 铜牌 | 铜牌      |
| 接力賽 （詳細） | 挪威（NOR） · 瑪爾特·奧爾斯布·勒伊瑟蘭 · 特丽尔·埃克霍夫 · 塔里耶伊·伯 · 约翰内斯·廷内斯·伯 | 1:06:45.6 | 法国（FRA） · 阿奈·舍瓦利耶-布歇 · 朱莉娅·西蒙 · 埃米利安·雅克蘭 · 康坦·菲永·马耶 | 1:06:46.5 | 俄罗斯奥林匹克委员会（ROC） · 烏利亞娜·尼格馬圖林娜 · 克里斯季娜·雷茲佐娃 · 亞歷山大·洛吉諾夫 · 愛德華·拉特波夫 | 1:06:47.1 |

## 雪车
| 項目              | 金牌                                                                                  | 金牌    | 银牌                                                                                | 银牌    | 铜牌                                                                        | 铜牌    |
| 男子雙人 （詳細） | 德国（GER） · 弗朗切斯科·弗里德里希 · 托尔斯滕·马尔吉斯                               | 3:56.89 | 德国（GER） · 约翰内斯·洛赫纳 · 弗洛里安·鲍尔                                       | 3:57.38 | 德国（GER） · 克里斯托夫·哈费尔 · 马蒂亚斯·佐默                             | 3:58.58 |
| 四人 （詳細）     | 德国（GER） · 弗朗切斯科·弗里德里希 · 托尔斯滕·马尔吉斯 · 坎迪·鲍尔 · 亚历山大·许勒尔 | 3:54.30 | 德国（GER） · 约翰内斯·洛赫纳 · 弗洛里安·鲍尔 · 克里斯托弗·韦伯 · 克里斯蒂安·拉斯普 | 3:54.67 | 加拿大（CAN） · 贾斯廷·克里普斯 · 瑞安·萨默 · 卡姆·斯通斯 · 本杰明·科克韦尔 | 3:55.09 |
| 女子單人 （詳細） | 凯莉·汉弗莱斯 · 美国（USA）                                                           | 4:19.27 | 埃拉娜·迈耶斯·泰勒 · 美国（USA）                                                    | 4:20.81 | 克里斯蒂娜·德布鲁因 · 加拿大（CAN）                                         | 4:21.03 |
| 女子雙人 （詳細） | 德国（GER） · 劳拉·诺尔特 · 德博拉·莱维                                               | 4:03.96 | 德国（GER） · 马里亚玛·亚曼卡 · 亞歷山德拉·布格哈特                                 | 4:04.73 | 美国（USA） · 埃拉娜·迈耶斯·泰勒 · 西尔维娅·霍夫曼                          | 4:05.48 |

## 越野滑雪

### 男子
| 項目                    | 金牌 | 金牌      | 银牌                                                                                              | 银牌      | 铜牌                                                                      | 铜牌      |
| 15公里古典式 （詳細）   | 伊沃·尼斯卡宁 · 芬兰（FIN）                                                                                   | 37:54.8   | 亚历山大·博利舒诺夫 · 俄罗斯奥林匹克委员会（ROC）                                                 | 38:18.0   | 约翰内斯·赫斯弗洛特·克莱博 · 挪威（NOR）                                  | 38:32.3   |
| 30公里雙追逐 （詳細）   | 亚历山大·博利舒诺夫 · 俄罗斯奥林匹克委员会（ROC）                                                             | 1:16:09.8 | 丹尼斯·斯皮佐夫 · 俄罗斯奥林匹克委员会（ROC）                                                     | 1:17:20.8 | 伊沃·尼斯卡宁 · 芬兰（FIN）                                               | 1:18:10.0 |
| 50公里自由式 （詳細）   | 亚历山大·博利舒诺夫 · 俄罗斯奥林匹克委员会（ROC）                                                             | 1:11:32.7 | 伊萬·亞基穆什金 · 俄罗斯奥林匹克委员会（ROC）                                                     | 1:11:38.2 | 西門·赫格斯塔德·克魯格 · 挪威（NOR）                                      | 1:11:39.7 |
| 4×10公里接力 （詳細）   | 俄罗斯奥林匹克委员会（ROC） · 阿列克谢·切尔沃特金 · 亚历山大·博利舒诺夫 · 丹尼斯·斯皮佐夫 · 謝爾蓋·烏斯秋戈夫 | 1:54:50.7 | 挪威（NOR） · 埃米爾·伊韋爾森 · 波爾·戈爾貝格 · 漢斯·克里斯特·霍隆德 · 约翰内斯·赫斯弗洛特·克莱博 | 1:55:57.9 | 法国（FRA） · 里夏尔·茹夫 · 雨果·拉帕呂 · 克萊芒·帕里斯 · 莫里斯·马尼菲卡 | 1:56:07.1 |
| 個人自由式競速 （詳細） | 约翰内斯·赫斯弗洛特·克莱博 · 挪威（NOR）                                                                      | 2:58.06   | 费代里科·佩莱格里诺 · 意大利（ITA）                                                               | 2:58.32   | 亞歷山大·捷連捷夫 · 俄罗斯奥林匹克委员会（ROC）                           | 2:59.37   |
| 團體古典式競速 （詳細） | 挪威（NOR） · 埃里克·瓦尔内斯 · 约翰内斯·赫斯弗洛特·克莱博                                                    | 19:22.99  | 芬兰（FIN） · 伊沃·尼斯卡宁 · 约尼·迈基                                                           | 19:25.45  | 俄罗斯奥林匹克委员会（ROC） · 亚历山大·博利舒诺夫 · 亞歷山大·捷連捷夫     | 19:27.28  |

### 女子
| 項目                    | 金牌 | 金牌      | 银牌                                                                          | 银牌      | 铜牌                                                                      | 铜牌      |
| 10公里古典式 （詳細）   | 特蕾丝·约海于格 · 挪威（NOR）                                                                                 | 28:06.3   | 凯尔图·尼斯卡宁 · 芬兰（FIN）                                                 | 28:06.7   | 克丽丝塔·派尔迈科斯基 · 芬兰（FIN）                                       | 28:37.8   |
| 15公里雙追逐 （詳細）   | 特蕾丝·约海于格 · 挪威（NOR）                                                                                 | 44:13.7   | 纳塔利娅·涅普里亚耶娃 · 俄罗斯奥林匹克委员会（ROC）                           | 44:43.9   | 特雷莎·施塔德勒貝爾 · 奥地利（AUT）                                       | 44:44.2   |
| 30公里自由式 （詳細）   | 特蕾丝·约海于格 · 挪威（NOR）                                                                                 | 1:24:54.0 | 傑茜·迪金斯 · 美国（USA）                                                     | 1:26:37.3 | 凯尔图·尼斯卡宁 · 芬兰（FIN）                                             | 1:27:27.3 |
| 4×5公里接力 （詳細）    | 俄罗斯奥林匹克委员会（ROC） · 尤莉娅·斯图帕克 · 纳塔利娅·涅普里亚耶娃 · 塔季揚娜·索里娜 · 韋羅妮卡·斯捷潘諾娃 | 53:41.0   | 德国（GER） · 嘉芙蓮·紹爾布賴 · 卡塔琳娜·亨尼希 · 維多利亞·卡爾 · 索菲·克雷爾 | 53:59.2   | 瑞典（SWE） · 瑪婭·達爾奎斯特 · 埃芭·安德松 · 弗麗達·卡爾松 · 約娜·松德林 | 54:01.7   |
| 個人自由式競速 （詳細） | 約娜·松德林 · 瑞典（SWE）                                                                                     | 3:09.68   | 瑪婭·達爾奎斯特 · 瑞典（SWE）                                                 | 3:12.56   | 傑茜·迪金斯 · 美国（USA）                                                 | 3:12.84   |
| 團體古典式競速 （詳細） | 德国（GER） · 卡塔琳娜·亨尼希 · 維多利亞·卡爾 ·                                                               | 22:09.85  | 瑞典（SWE） · 瑪婭·達爾奎斯特 · 約娜·松德林                                   | 22:10.02  | 俄罗斯奥林匹克委员会（ROC） · 尤莉娅·斯图帕克 · 纳塔利娅·涅普里亚耶娃     | 22:10.56  |

## 冰壶
| 项目              | 金牌                                                                                                  | 银牌                                                                              | 铜牌                                                                                                  |
| 男子四人 （詳細） | 瑞典（SWE） · 尼克拉斯·埃丁 · 奥斯卡·埃里克松 · 拉斯穆斯·弗拉诺 · 克里斯托弗·松德格伦 · 丹尼尔·芒努松 | 英国（GBR） · 布鲁斯·莫阿特 · 格兰特·哈迪 · 博比·拉米 · 哈米·麦克米伦 · 罗斯·怀特 | 加拿大（CAN） · 布拉德·古休 · 马克·尼科尔斯 · 布雷特·加伦特 · 杰夫·沃克 · 马克·肯尼迪                 |
| 女子四人 （詳細） | 英国（GBR） · 伊芙·缪尔黑德 · 薇姬·赖特 · 珍妮弗·多兹 · 黑莉·达夫 · 迈莉·史密斯                       | 日本（JPN） · 藤泽五月 · 吉田知那美 · 鈴木夕湖 · 吉田夕梨花 · 石崎琴美            | 瑞典（SWE） · 安娜·哈塞尔博里 · 萨拉·麦克马纳斯 · 昂内斯·克诺亨豪尔 · 索菲娅·马贝里斯 · 约翰娜·赫尔丁 |
| 混合雙人 （詳細） | 意大利（ITA） · 斯特凡尼娅·康斯坦蒂尼 · 阿莫斯·莫萨纳                                                 | 挪威（NOR） · 克丽斯廷·斯卡斯利恩 · 芒努斯·内德雷戈滕                             | 瑞典（SWE） · 阿尔米达·德瓦尔 · 奥斯卡·埃里克松                                                       |

## 花样滑冰
| 項目                | 金牌 | 金牌      | 银牌 | 银牌   | 铜牌 | 铜牌   |
| 男子單人滑 （詳細） | 陳巍 · 美国（USA） | 332.60    | 键山优真 · 日本（JPN） | 310.05 | 宇野昌磨 · 日本（JPN） | 293.00 |
| 女子單人滑 （詳細） | 安娜·谢尔巴科娃 · 俄罗斯奥林匹克委员会（ROC） | 255.95    | 亚历山德拉·特鲁索娃 · 俄罗斯奥林匹克委员会（ROC）                                                                                             | 251.73 | 坂本花织 · 日本（JPN） | 233.13 |
| 雙人滑 （詳細）     | 中国（CHN） · 隋文静 · 韩聪 | 239.88 WR | 俄罗斯奥林匹克委员会（ROC） · 叶夫根尼娅·塔拉索娃 · 弗拉基米尔·莫洛佐夫                                                                       | 239.25 | 俄罗斯奥林匹克委员会（ROC） · 阿纳斯塔西娅·米希娜 · 亚历山大·加利亚莫夫                                                                           | 237.71 |
| 冰舞 （詳細）       | 法国（FRA） · 加布里埃拉·帕帕达吉斯 · 纪尧姆·西泽龙 | 226.98 WR | 俄罗斯奥林匹克委员会（ROC） · 维多利亚·西尼齐娜 · 尼基塔·卡察拉波夫                                                                           | 220.51 | 美国（USA） · 麦迪逊·哈贝尔 · 扎卡里·多诺霍 | 218.02 |
| 團體 （詳細）       | 美国（USA） · 陈巍（短节目） · 周知方（自由滑） · 陳楷雯 · 亞歷克莎·尼里姆 · 布蘭登·弗雷澤 · 麦迪逊·哈贝尔（韵律舞） · 扎卡里·多诺霍（韵律舞） · 麥迪遜·喬克（自由舞） · 埃文·貝茨（自由舞） | 65        | 日本（JPN） · 宇野昌磨（短节目） · 鍵山優真（自由滑） · 樋口新葉（短节目） · 坂本花織（自由滑） · 三浦璃來 · 木原龍一 · 小松原美里 · 小松原尊 | 63     | 俄罗斯奥林匹克委员会（ROC） · 馬克·孔德拉秋克 · 卡米拉·瓦莉娃 · 阿納斯塔西婭·米希娜 · 亞歷山大·加利亞莫夫 · 维多利亚·西尼齐娜 · 尼基塔·卡察拉波夫 | 54     |

## 自由式滑雪

### 男子
| 項目              | 金牌                          | 金牌                      | 银牌                                | 银牌                        | 铜牌                                        | 铜牌                                        |
| 空中技巧 （詳細） | 齐广璞 · 中国（CHN）          | 129.00                    | 亞歷山大·阿布拉緬科 · 乌克兰（UKR） | 116.50                      | 伊利亞·布羅夫 · 俄罗斯奥林匹克委员会（ROC） | 114.93                                      |
| 大跳台 （詳細）   | 比爾克·魯德 · 挪威（NOR）     | 187.75                    | 科爾比·史蒂文森 · 美国（USA）       | 183.00                      | 亨里克·哈勞特 · 瑞典（SWE）                 | 181.00                                      |
| 半管 （詳細）     | 尼科·波蒂厄斯 · 新西兰（NZL） | 93.00                     | 戴维·怀斯 · 美国（USA）             | 90.75                       | 亞歷克斯·費雷拉 · 美国（USA）               | 86.75                                       |
| 雪上技巧 （詳細） | 瓦尔特·瓦尔贝里 · 瑞典（SWE） | 83.23                     | 米卡埃尔·金斯伯里 · 加拿大（CAN）   | 82.18                       | 堀岛行真 · 日本（JPN）                      | 81.48                                       |
| 障礙追逐 （詳細） | 里安·雷格兹 · 瑞士（SUI）     | 里安·雷格兹 · 瑞士（SUI） | 亚历克斯·菲瓦 · 瑞士（SUI）         | 亚历克斯·菲瓦 · 瑞士（SUI） | 謝爾蓋·里濟克 · 俄罗斯奥林匹克委员会（ROC） | 謝爾蓋·里濟克 · 俄罗斯奥林匹克委员会（ROC） |
| 障礙技巧 （詳細） | 亚历山大·霍尔 · 美国（USA）   | 90.01                     | 尼克·戈珀 · 美国（USA）             | 86.48                       | 耶斯佩尔·谢德 · 瑞典（SWE）                 | 85.35                                       |

### 女子
| 項目              | 金牌                          | 金牌                          | 银牌                            | 银牌                            | 铜牌                                                  | 铜牌                                                 |
| 空中技巧 （詳細） | 徐梦桃 · 中国（CHN）          | 108.61                        | 汉娜·胡什科娃 · 白俄罗斯（BLR） | 107.95                          | 梅甘·尼克 · 美国（USA）                               | 93.76                                                |
| 大跳台 （詳細）   | 谷爱凌 · 中国（CHN）          | 188.25                        | 泰丝·勒德 · 法国（FRA）         | 187.50                          | 玛蒂尔德·格勒莫 · 瑞士（SUI）                         | 182.50                                               |
| 半管 （詳細）     | 谷爱凌 · 中国（CHN）          | 95.25                         | 凯茜·夏普 · 加拿大（CAN）       | 90.75                           | 蕾切尔·卡克 · 加拿大（CAN）                           | 87.75                                                |
| 雪上技巧 （詳細） | 杰卡拉·安东尼 · （AUS）       | 83.09                         | 杰琳·考夫 · 美国（USA）         | 80.28                           | 阿納斯塔西婭·斯米爾諾娃 · 俄罗斯奥林匹克委员会（ROC） | 77.72                                                |
| 障礙追逐 （詳細） | 桑德拉·内斯隆德 · 瑞典（SWE） | 桑德拉·内斯隆德 · 瑞典（SWE） | 玛丽埃尔·汤普森 · 加拿大（CAN） | 玛丽埃尔·汤普森 · 加拿大（CAN） | Fanny Smith · 瑞士（SUI）达妮埃拉·迈尔 · 德国（GER）  | Fanny Smith · 瑞士（SUI）达妮埃拉·迈尔 · 德国（GER） |
| 障礙技巧 （詳細） | 玛蒂尔德·格勒莫 · 瑞士（SUI） | 86.56                         | 谷爱凌 · 中国（CHN）            | 86.23                           | 凯莉·西尔达鲁 · 爱沙尼亚（EST）                       | 82.06                                                |

### 混合團體
| 項目              | 金牌                                                                  | 金牌   | 银牌                                   | 银牌   | 铜牌                                                  | 铜牌   |
| 空中技巧 （詳細） | 美国（USA） · 阿什莉·考德威尔 · 克里斯托弗·利利斯 · 贾斯廷·舍尼菲尔德 | 338.34 | 中国（CHN） · 徐梦桃 · 贾宗洋 · 齊廣璞 | 324.22 | 加拿大（CAN） · 瑪麗昂·泰諾 · 米哈·方丹 · 劉易斯·歐文 | 290.98 |

## 冰球
| 項目          | 金牌 | 银牌 | 铜牌 |
| 男子 （詳細） | 芬兰（FIN） · 维莱·波卡 · 尼克拉斯·弗里曼 · 米科·莱赫托宁 · 马尔科·安蒂拉 · 瓦尔泰里·凯米莱宁 · 米罗·阿尔托宁 · 尼科·奥亚迈基 · 汉内斯·比约尼宁 · 托尼·拉亚拉 · 约纳斯·内蒂宁 · 哈里·塞泰里 · 弗兰斯·图奥希马 · 尤索·希耶塔宁 · 彼得里·林德布姆 · 萨米·瓦塔宁 · 尤霍·奥尔基诺拉 · 瓦尔泰里·菲尔普拉 · 阿特·奥赫塔马 · 马库斯·格兰隆德 · 萨卡里·曼尼宁 · 泰穆·哈尔蒂凯宁 · 列昂尼德·科马罗夫 · 萨库·迈恩阿拉宁 · 伊罗·帕卡里宁 · 哈里·佩索宁 | 俄罗斯奥林匹克委员会（ROC） · 谢尔盖·安德罗诺夫 · 铁木尔·比利亚洛夫 · 安德烈·奇比索夫 · 伊万·费多托夫 · 斯坦尼斯拉夫·加利耶夫 · 米哈伊尔·格里戈连科 · 阿尔谢尼·格里秋克 · 尼基塔·古谢夫 · 帕维尔·卡尔瑙霍夫 · 阿尔图尔·卡尤莫夫 · 阿尔乔姆·米努林 · 尼基塔·涅斯捷罗夫 · 亚历山大·尼基申 · 谢尔盖·普洛特尼科夫 · 亚历山大·萨莫诺夫 · 基里尔·谢苗诺夫 · 达米尔·沙里普齐亚诺夫 · 瓦季姆·希帕乔夫 · 安东·斯列皮舍夫 · 谢尔盖·捷列金 · 弗拉基米尔·特卡乔夫 · 德米特里·沃龙科夫 · 维亚切斯拉夫·沃伊诺夫 · 叶戈尔·亚科夫列夫 · 亚历山大·叶列辛 | 斯洛伐克（SVK） · 彼得·采赫拉里克 · 米哈尔·柴科夫斯基 · 彼得·切雷什尼亚克 · 马雷克·贾洛加 · 马尔科·达尼奥 · 马丁·格尔纳特 · 阿德里安·霍莱欣斯基 · 马雷克·赫里维克 · 利博尔·胡达切克 · 托马什·尤尔乔 · 米洛什·凯莱门 · 萨穆埃尔·克尼亚日科 · 布拉尼斯拉夫·康拉德 · 米哈尔·克里什托夫 · 马丁·马林钦 · 希蒙·内梅茨 · 克里斯蒂安·波斯皮希尔 · 帕沃尔·雷根达 · 米洛什·罗曼 · 米斯拉夫·罗桑迪奇 · 帕特里克·里巴尔 · 尤拉伊·斯拉夫科夫斯基 · 萨穆埃尔·塔卡奇 · 马泰·托梅克 · 彼得·祖津 |
| 女子 （詳細） | 加拿大（CAN） · 乔斯琳·拉罗克 · 丽贝卡·约翰斯顿 · 劳拉·斯泰西 · 莎拉·菲利尔 · 吉尔·索尔尼尔 · 雷娜塔·法斯特 · 梅洛迪·达乌 · 埃拉·谢尔顿 · 布里安娜·詹納 · 萨拉·纳斯 · 阿什顿·贝尔 · 埃琳·安布罗斯 · 纳塔莉·斯普纳 · 埃米莉·克拉克 · 埃玛·马尔泰 · 迈卡·赞迪-哈特 · 玛丽-菲利普·普兰 · 安-勒妮·德比安 · 埃默兰丝·马施迈尔 · 布莱尔·特恩布尔 · 克莱尔·汤普森 · 杰米·李·拉特雷 · 克丽丝滕·坎贝尔                                               | 美国（USA） · 李·斯特克莱因 · 凯拉·巴恩斯 · 卡罗琳·哈维 · 梅甘·凯勒 · 梅甘·博泽克 · 阿比·罗克 · 凯莉·潘内克 · 格蕾丝·祖姆温克尔 · 布里安娜·德克尔 · 萨万娜·哈蒙 · 海莉·斯卡默拉 · 杰茜·康弗 · 金茜·邓恩 · 汉娜·勃兰特 · 希拉丽·奈特 · 达妮·卡梅拉内西 · 亚历山德拉·卡彭特 · 肯德尔·科因·斯科菲尔德 · 阿曼达·凯塞尔 · 妮科尔·汉斯莱 · 亚历克丝·卡瓦利尼 · 玛迪·鲁尼 · 阿比·墨菲 | 芬兰（FIN） · 埃韦利娜·梅基宁 · 西妮·卡尔亚莱宁 · 延妮·希里科斯基 · 桑妮·兰塔拉 · 埃拉·维塔索 · 内莉·莱蒂宁 · 埃莉萨·霍洛派宁 · 桑妮·万哈宁 · 明图·图奥米宁 · 彼得拉·涅米宁 · 梅里·雷伊塞宁 · 桑妮·哈卡拉 · 维维·瓦伊尼卡 · 尤利娅·利卡拉 · 延尼娜·尼隆德 · 埃米莉亚·韦萨 · 米凯莱·卡尔维宁 · 索菲安娜·松德林 · 安妮·凯萨拉 · 诺拉·图卢斯 · 塔尼娅·尼斯卡宁 · 苏珊娜·塔帕尼 · 龙娅·萨沃莱宁                                                                                     |

## 雪橇
| 項目                  | 金牌                                                                                    | 金牌        | 银牌                                                                        | 银牌     | 铜牌                                                                                | 铜牌     |
| 男子單人 （詳細）     | 约翰内斯·路德维希 · 德国（GER）                                                         | 3:48.735    | 沃尔夫冈·金德尔 · 奥地利（AUT）                                             | 3:48.895 | 多米尼克·菲施纳勒 · 意大利（ITA）                                                   | 3:49.686 |
| 雙人 （詳細）         | 德国（GER） · 托比亚斯·文德尔 · 托比亚斯·阿尔特                                         | 1:56.554    | 德国（GER） · 托尼·埃格特 · 萨沙·贝内肯                                     | 1:56.653 | 奥地利（AUT） · 托馬斯·斯圖 · 洛倫茨·科勒                                           | 1:57.065 |
|                       |                                                                                         |             |                                                                             |          |                                                                                     |          |
| 女子單人 （詳細）     | 纳塔莉·盖森贝格尔 · 德国（GER）                                                         | 3:53.454    | 安娜·貝賴特爾 · 德国（GER）                                                 | 3:53.947 | 塔季揚娜·伊萬諾娃 · 俄罗斯奥林匹克委员会（ROC）                                     | 3:54.507 |
|                       |                                                                                         |             |                                                                             |          |                                                                                     |          |
| 混合團體接力 （詳細） | 德国（GER） · 纳塔莉·盖森贝格尔 · 约翰内斯·路德维希 · 托比亚斯·文德尔 · 托比亚斯·阿尔特 | 3:03.406 TR | 奥地利（AUT） · 马德琳·埃格勒 · 沃尔夫冈·金德尔 · 托馬斯·斯圖 · 洛倫茨·科勒 | 3:03.486 | 拉脱维亚（LAT） · 伊麗莎·季魯馬 · 克里斯特斯·阿帕約茲 · 馬丁斯·博茨 · 羅伯茨·普呂姆 | 3:04.354 |

## 北欧两项
| 項目                       | 金牌                                                                                     | 金牌    | 银牌                                                                              | 银牌    | 铜牌                                                    | 铜牌    |
| 個人普通台/10公里 （詳細） | 文岑茨·盖格尔 · 德国（GER）                                                              | 25:07.7 | 约根·格拉巴克 · 挪威（NOR）                                                       | 25:08.5 | 盧卡斯·格賴德雷爾 · 奥地利（AUT）                       | 25:14.3 |
| 個人高台/10公里 （詳細）   | 约根·格拉巴克 · 挪威（NOR）                                                              | 27:13.3 | 延斯·吕罗斯·奥夫特布罗 · 挪威（NOR）                                              | 27:13.7 | 渡部晓斗 · 日本（JPN）                                  | 27:13.9 |
| 團體高台/4×5公里 （詳細）  | 挪威（NOR） · 埃斯彭·比约恩斯塔 · 埃斯彭·安德森 · 延斯·吕罗斯·奥夫特布罗 · 约根·格拉巴克 | 50:45.1 | 德国（GER） · 曼努埃尔·法伊斯特 · 尤利安·施密德 · 埃里克·弗伦策尔 · 文岑茨·盖格尔 | 51:40.0 | 日本（JPN） · 渡部善斗 · 永井秀昭 · 渡部晓斗 · 山本凉太 | 51:40.3 |

## 短道速滑

### 男子
| 項目                  | 金牌                                                                                             | 金牌     | 银牌                                                     | 银牌     | 铜牌                                                                              | 铜牌     |
| 500公尺 （詳細）      | 刘少昂 · 匈牙利（HUN）                                                                           | 40.338   | 康斯坦丁·伊夫利耶夫 · 俄罗斯奥林匹克委员会（ROC）        | 40.431   | 史蒂文·迪布瓦 · 加拿大（CAN）                                                     | 40.669   |
| 1000公尺 （詳細）     | 任子威 · 中国（CHN）                                                                             | 1:26.768 | 李文龙 · 中国（CHN）                                     | 1:29.917 | 刘少昂 · 匈牙利（HUN）                                                            | 1:35.693 |
| 1500公尺 （詳細）     | 黄大宪 · 韩国（KOR）                                                                             | 2:09.219 | 史蒂文·迪布瓦 · 加拿大（CAN）                            | 2:09.254 | 谢苗·叶利斯特拉托夫 · 俄罗斯奥林匹克委员会（ROC）                                 | 2:09.267 |
| 5000公尺接力 （詳細） | 加拿大（CAN） · 夏尔·阿默兰 · 史蒂文·迪布瓦 · 若爾當·皮埃爾-吉勒 · 帕斯卡尔·迪翁 · 馬克西姆·勞恩 | 6:41.257 | 韩国（KOR） · 李俊瑞 · 黄大宪 · 郭潤起 · 朴章爀 · 金東昱 | 6:41.679 | 意大利（ITA） · 彼得罗·西盖尔 · 尤里·孔福爾托拉 · 托馬索·多蒂 · 安德烈亞·卡西內利 | 6:43.431 |

### 女子
| 項目                  | 金牌                                                                            | 金牌        | 银牌                                            | 银牌     | 铜牌                                                     | 铜牌     |
| 500公尺 （詳細）      | 阿里安娜·丰塔纳 · 意大利（ITA）                                                 | 42.488      | 苏珊妮·许尔廷 · 荷兰（NED）                     | 42.559   | 基姆·布廷 · 加拿大（CAN）                                | 42.724   |
| 1000公尺 （詳細）     | 苏珊妮·许尔廷 · 荷兰（NED）                                                     | 1:28.391    | 崔珉禎 · 韩国（KOR）                            | 1:28.443 | 漢內·德斯梅特 · 比利时（BEL）                            | 1:28.928 |
| 1500公尺 （詳細）     | 崔珉禎 · 韩国（KOR）                                                            | 2:17.789    | 阿里安娜·丰塔纳 · 意大利（ITA）                 | 2:17.862 | 苏珊妮·许尔廷 · 荷兰（NED）                              | 2:17.865 |
| 3000公尺接力 （詳細） | 荷兰（NED） · 苏珊妮·许尔廷 · 塞爾瑪·保茨馬 · 桑德拉·貝爾塞伯 · 娅拉·范克尔霍夫 | 4:03.409 OR | 韩国（KOR） · 徐辉旻 · 崔珉禎 · 金雅朗 · 李有彬 | 4:03.627 | 中国（CHN） · 范可新 · 曲春雨 · 张楚桐 · 张雨婷 · 韩雨桐 | 4:03.863 |

### 混合
| 項目                  | 金牌                                                     | 金牌     | 银牌 | 银牌     | 铜牌                                                                                 | 铜牌     |
| 2000公尺接力 （詳細） | 中国（CHN） · 曲春雨 · 范可新 · 武大靖 · 任子威 · 张雨婷 | 2:37.348 | 意大利（ITA） · 阿里安娜·丰塔纳 · 马丁娜·瓦尔切皮纳 · 彼得罗·西盖尔 · 安德烈亞·卡西內利 · 阿里安娜·瓦爾切皮納 · 尤里·孔福爾托拉 | 2:37.364 | 匈牙利（HUN） · 亞薩帕蒂·彼得拉 · 科尼亞·佐菲婭 · 刘少昂 · 刘少林 · 约翰-亨利·克鲁格 | 2:40.900 |

## 钢架雪车
| 項目          | 金牌                                | 金牌    | 银牌                        | 银牌    | 铜牌                      | 铜牌    |
| 男子 （詳細） | 克里斯托弗·格罗特赫尔 · 德国（GER） | 4:01.01 | 阿克塞尔·容克 · 德国（GER） | 4:01.67 | 闫文港 · 中国（CHN）      | 4:01.77 |
|               |                                     |         |                             |         |                           |         |
| 女子 （詳細） | 汉娜·奈泽 · 德国（GER）             | 4:07.62 | 贾克琳·纳拉科特 · （AUS）   | 4:08.24 | 金伯莉·博斯 · 荷兰（NED） | 4:08.46 |

## 跳台滑雪
| 項目                      | 金牌                                                                                | 金牌   | 银牌 | 银牌  | 铜牌                                                                                         | 铜牌  |
| 男子個人普通跳台 （詳細） | 小林陵侑 · 日本（JPN）                                                              | 275.0  | 曼努埃爾·費特納 · 奥地利（AUT）                                                                           | 270.8 | 達維德·庫巴茨基 · 波兰（POL）                                                                | 265.9 |
| 男子個人高跳台 （詳細）   | 馬里烏斯·林德維克 · 挪威（NOR）                                                     | 296.1  | 小林陵侑 · 日本（JPN）                                                                                    | 292.8 | 卡尔·盖格尔 · 德国（GER）                                                                    | 281.3 |
| 男子團體高跳台 （詳細）   | 奥地利（AUT） · 斯特凡·克拉夫特 · 丹尼尔·胡贝尔 · 扬·赫尔 · 曼努埃尔·费特纳         | 942.7  | 斯洛文尼亚（SLO） · 洛夫罗·科斯 · 采内·普雷夫茨 · 蒂米·扎伊茨 · 彼得·普雷夫茨                             | 934.4 | 德国（GER） · 康斯坦丁·施密德 · 斯特凡·莱厄 · 马库斯·艾森比希勒 · 卡尔·盖格尔                | 922.9 |
|                           |                                                                                     |        | |       |                                                                                              |       |
| 女子個人普通跳台 （詳細） | 乌尔莎·博加塔伊 · 斯洛文尼亚（SLO）                                                 | 239.0  | 卡塔琳娜·阿尔特豪斯 · 德国（GER）                                                                         | 236.8 | 妮卡·克里日纳尔 · 斯洛文尼亚（SLO）                                                          | 232.0 |
|                           |                                                                                     |        | |       |                                                                                              |       |
| 混合團體普通跳台 （詳細） | 斯洛文尼亚（SLO） · 妮卡·克里日纳尔 · 蒂米·扎伊茨 · 乌尔莎·博加塔伊 · 彼得·普雷夫茨 | 1001.5 | 俄罗斯奥林匹克委员会（ROC） · 伊尔玛·马希尼娅 · 丹尼尔·萨德烈耶夫 · 伊琳娜·阿瓦库莫娃 · 叶夫根尼·克利莫夫 | 890.3 | 加拿大（CAN） · 亚历山德里娅·洛蒂特 · 马修·绍库普 · 阿比盖尔·斯特拉特 · 麦肯齐·博伊德-克洛斯 | 844.6 |

## 单板滑雪

### 男子
| 項目                | 金牌                              | 金牌                              | 银牌                                | 银牌                                | 铜牌                                      | 铜牌                                      |
| 平行大曲道 （詳細） | 本亞明·卡爾 · 奥地利（AUT）       | 本亞明·卡爾 · 奥地利（AUT）       | 蒂姆·馬斯特納克 · 斯洛文尼亚（SLO） | 蒂姆·馬斯特納克 · 斯洛文尼亚（SLO） | 維克·維爾德 · 俄罗斯奥林匹克委员会（ROC） | 維克·維爾德 · 俄罗斯奥林匹克委员会（ROC） |
| 半管 （詳細）       | 平野步梦 · 日本（JPN）            | 96.00                             | 斯科蒂·詹姆斯 · （AUS）             | 92.50                               | 揚·舍雷爾 · 瑞士（SUI）                   | 87.25                                     |
| 大跳台 （詳細）     | 苏翊鸣 · 中国（CHN）              | 182.50                            | 蒙斯·勒伊斯韦兰 · 挪威（NOR）       | 171.75                              | 马克桑斯·帕罗 · 加拿大（CAN）             | 170.25                                    |
| 障礙技巧 （詳細）   | 马克桑斯·帕罗 · 加拿大（CAN）     | 90.96                             | 苏翊鸣 · 中国（CHN）                | 88.70                               | 马克·麦克莫里斯 · 加拿大（CAN）           | 88.53                                     |
| 障礙追逐 （詳細）   | 亞歷山德羅·黑默勒 · 奥地利（AUT） | 亞歷山德羅·黑默勒 · 奥地利（AUT） | 埃利奧·格龍丹 · 加拿大（CAN）       | 埃利奧·格龍丹 · 加拿大（CAN）       | 奧馬爾·維辛廷 · 意大利（ITA）             | 奧馬爾·維辛廷 · 意大利（ITA）             |

### 女子
| 項目                | 金牌                                   | 金牌                          | 银牌                                   | 银牌                            | 铜牌                                  | 铜牌                                  |
| 平行大曲道 （詳細） | 埃丝特·莱德茨卡 · 捷克（CZE）          | 埃丝特·莱德茨卡 · 捷克（CZE） | 達妮埃拉·烏爾賓 · 奥地利（AUT）        | 達妮埃拉·烏爾賓 · 奥地利（AUT） | 格洛里婭·科特尼克 · 斯洛文尼亚（SLO） | 格洛里婭·科特尼克 · 斯洛文尼亚（SLO） |
| 半管 （詳細）       | 克洛伊·金 · 美国（USA）                | 94.00                         | 克拉爾特·卡斯特列特 · 西班牙（ESP）    | 90.25                           | 富田濑奈 · 日本（JPN）                | 88.25                                 |
| 大跳台 （詳細）     | 安娜·加塞尔 · 奥地利（AUT）            | 185.50                        | 佐伊·萨多夫斯基-辛诺特 · 新西兰（NZL） | 177.00                          | 村濑心椛 · 日本（JPN）                | 171.50                                |
| 障礙技巧 （詳細）   | 佐伊·萨多夫斯基-辛诺特 · 新西兰（NZL） | 92.88                         | 朱莉娅·马里诺 · 美国（USA）            | 87.68                           | 特絲·科迪 · （AUS）                   | 84.15                                 |
| 障礙追逐 （詳細）   | 琳賽·雅各貝利斯 · 美国（USA）          | 琳賽·雅各貝利斯 · 美国（USA） | 克洛艾·特雷斯珀什 · 法国（FRA）        | 克洛艾·特雷斯珀什 · 法国（FRA） | 梅爾耶塔·奧丁 · 加拿大（CAN）         | 梅爾耶塔·奧丁 · 加拿大（CAN）         |

### 混合團體
| 項目              | 金牌                                            | 银牌                                          | 铜牌                                          |
| 障礙追逐 （詳細） | 美国（USA） · 尼克·鮑姆加特納 · 琳賽·雅各貝利斯 | 意大利（ITA） · 奧馬爾·維辛廷 · 米凯拉·莫约利 | 加拿大（CAN） · 埃利奧·格龍丹 · 梅爾耶塔·奧丁 |

## 速度滑冰

### 男子
| 項目                | 金牌                                                                   | 金牌        | 银牌                                                                                  | 银牌     | 铜牌                                                              | 铜牌     |
| 500公尺 （詳細）    | 高亭宇 · 中国（CHN）                                                   | 34.32 OR    | 车旼奎 · 韩国（KOR）                                                                  | 34.39    | 森重航 · 日本（JPN）                                              | 34.49    |
| 1000公尺 （詳細）   | 托马斯·克罗尔 · 荷兰（NED）                                            | 1:07.92     | 洛朗·迪布勒伊 · 加拿大（CAN）                                                         | 1:08.32  | 霍瓦尔·霍尔梅夫约尔·洛伦岑 · 挪威（NOR）                          | 1:08.48  |
| 1500公尺 （詳細）   | 克耶尔德·努伊斯 · 荷兰（NED）                                          | 1:43.21 OR  | 托馬斯·克羅爾 · 荷兰（NED）                                                           | 1:43.55  | 金民錫 · 韩国（KOR）                                              | 1:44.24  |
| 5000公尺 （詳細）   | 尼爾斯·范德普爾 · 瑞典（SWE）                                          | 6:08.84 OR  | 帕特里克·鲁斯特 · 荷兰（NED）                                                         | 6:09.31  | 哈爾蓋·恩格布羅滕 · 挪威（NOR）                                   | 6:09.88  |
| 10000公尺 （詳細）  | 尼尔斯·范德普尔 · 瑞典（SWE）                                          | 12:30.74 WR | 帕特里克·鲁斯特 · 荷兰（NED）                                                         | 12:44.59 | 達維德·吉奧托 · 意大利（ITA）                                     | 12:45.98 |
| 集體出發賽 （詳細） | 巴爾特·斯溫斯 · 比利时（BEL）                                          | 63          | 郑在源 · 韩国（KOR）                                                                  | 40       | 李承勋 · 韩国（KOR）                                              | 20       |
| 團體追逐賽 （詳細） | 挪威（NOR） · 哈爾蓋·恩格布羅滕 · 佩德·孔斯海于格 · 斯韦勒·伦德·彼得森 | 3:38.08     | 俄罗斯奥林匹克委员会（ROC） · 丹尼爾·阿爾多什金 · 謝爾蓋·特羅菲莫夫 · 魯斯蘭·扎哈羅夫 | 3:40.46  | 美国（USA） · 凱西·道森 · 埃默里·萊曼 · 喬伊·曼蒂亞 · 伊桑·塞普倫 | 3:38.80  |

### 女子
| 項目                | 金牌                                                          | 金牌       | 银牌                                         | 银牌    | 铜牌                                                                            | 铜牌    |
| 500公尺 （詳細）    | 埃琳·傑克遜 · 美国（USA）                                     | 37.04      | 高木美帆 · 日本（JPN）                       | 37.12   | 安格林娜·戈利科娃 · 俄罗斯奥林匹克委员会（ROC）                                 | 37.21   |
| 1000公尺 （詳細）   | 高木美帆 · 日本（JPN）                                        | 1:13.19 OR | 尤塔·萊爾丹 · 荷兰（NED）                    | 1:13.83 | 布里塔妮·鮑 · 美国（USA）                                                       | 1:14.61 |
| 1500公尺 （詳細）   | 伊倫·伍斯特 · 荷兰（NED）                                     | 1:53.28 OR | 高木美帆 · 日本（JPN）                       | 1:53.72 | 安托瓦內特·德容 · 荷兰（NED）                                                   | 1:54.82 |
| 3000公尺 （詳細）   | 伊雷妮·斯豪滕 · 荷兰（NED）                                   | 3:56.93 OR | 弗兰切丝卡·洛洛布里吉达 · 意大利（ITA）      | 3:58.06 | 伊莎贝尔·韦德曼 · 加拿大（CAN）                                                 | 3:58.64 |
| 5000公尺 （詳細）   | 伊雷妮·斯豪滕 · 荷兰（NED）                                   | 6:43.51 OR | 伊莎贝尔·韦德曼 · 加拿大（CAN）              | 6:48.18 | 马丁娜·萨布利科娃 · 捷克（CZE）                                                 | 6:50.09 |
| 集體出發賽 （詳細） | 伊雷妮·斯豪滕 · 荷兰（NED）                                   | 60         | 伊万妮·布隆丁 · 加拿大（CAN）                | 40      | 弗兰切丝卡·洛洛布里吉达 · 意大利（ITA）                                         | 20      |
| 團體追逐賽 （詳細） | 加拿大（CAN） · 伊萬妮·布隆丁 · 瓦莱里·马太 · 伊莎贝尔·韦德曼 | 2:53.44 OR | 日本（JPN） · 佐藤绫乃 · 高木美帆 · 高木菜那 | 3:04.47 | 荷兰（NED） · 瑪麗克·格勒內沃德 · 安托瓦内特·德容 · 伊雷妮·斯豪滕 · 伊伦·伍斯特 | 2:56.86 |